# Moses Kipsiro
Moses Ndiema Kipsiro (født 2. september 1986) er en ugandisk mellemdistanceløber, hvis speciale er 5000 meter.
Den danske atletikklub Århus 1900 gjorde lidt af et scoop, da de den 1. april 2008 sikrede sig Moses Kipsiro til klubben, hvor hans figur er deltagese i Danmarksturneringen, som er Danmarks største atletikstævne på bane. Kontakten blev sikret af den tidligere løber Niels Kim Hjorth.
Moses Kipsiro blev ved VM i cross i 2008 nr. 13, i et løb hvor danske Jesper Faurschou endte som nr. 128.

## Personalige rekorder
| Distance     | Tid      | Dato               | Lokalitet |
| ------------ | -------- | ------------------ | --------- |
| 1500 meter   | 3:42.40  | 11. juni 2005      | Watford   |
| 3000 meter   | 7:32.03  | 25. juli 2007      | Monaco    |
| 5,000 m      | 12:50.72 | 14. september 2007 | Bruxelles |
| 10.000 meter | 28:03.46 | 13. august 2006    | Bambous   |

## Eksterne Henvisninger
- Wikimedia Commons har flere filer relateret til Moses Kipsiro

- Moses Kipsiros profil på Olympics.com (engelsk)
- Moses Kipsiros profil på Olympic.org (arkiveret) (engelsk)
- Moses Kipsiros profil på Sports-Reference OL-resultater (arkiveret) (engelsk)
- Moses Kipsiros profil på Olympedia (engelsk)
- Moses Kipsiros profil hos IAAF (engelsk)
- Moses Kipsiros profil hos Track and Field Statistik (engelsk)
- Moses Kipsiros profil hos All-Athletics.com (engelsk)
- Pace Sports Management Arkiveret 28. september 2007 hos  Wayback Machine